# Acta Medica Medianae
Acta Medica Medianae je научни часопис Медицинског факултета Универзитета у Нишу и Подружнице Српског лекарског друштва у Нишу који излази од 1962. године, публикује оригиналне научне радове.

## О часопису
Acta medica Medianae је научни часопис који објављује оригиналне научне радове из области биомедицинских наука, јавног здравља и епидемиологије. Сви радови који се објављују подлежу поступку двоструко слепе анонимне рецензије и ревизије од стране Уређивачког одбора. Часопис има за циљ да промовише комуникацију између базичнх и клиничких истраживања, да унапреди клиничку праксу, јавно здравље и омогући боље патофизиолошко разумевање болести. Acta medica Medianae објављује: оригиналне научне радове који нису претходно публиковани, уводнике, научне и стручне чланке, претходна или кратка саопштења, ревијске радове типа општег прегледа, актуелне теме, мета-анализе, приказе случајева, приказе књига и радове из историје медицине.

### Историјат
Појава часописа се готово поклапа са отварањем Медицинског факултета Универзитета у Нишу.  Први стручни медицински часопис у Нишу  излази од 1962. године, прво  у оквиру подружнице Српског лекарског друштва у Нишу, једно време Завода за здравствену заштиту у Нишу, а од 1991.  и  Медицинског факултета у Нишу.

### Периодичност излажења
4 пута годишње ( марта, јуна, септембра и децембра)

## Уредници
Проф. др Миленко Ивић,  Проф. др Михајло Јовановић, Проф. др Живојин Јефтић, Проф. др Радослав Живић, Проф. др Борис Ђинђић

### Уредништво
- Извршни уредник за фармацију : Проф. др Андрија Шмелцеровић (Ниш, Србија), Медицински факултет Универзитета у Нишу
- Извршни уредник за медицину:  Проф. др Стеван Илић, (Ниш, Србија), Медицински факултет Универзитета у Нишу

### Уређивачки савет
- Проф. др  Добрила Станковић-Ђорђевић, (Ниш, Србија)
- Проф. др  Душица Павловић, (Ниш, Србија)
- Проф. др Драган Веселиновић, (Ниш, Србија)
- Проф. др Мирослав Стојановић (Ниш, Србија)

### Уређивачки одбор
- Проф. др Еуген Н. Мајерс (Питсбург, САД)
- Проф. др Хелмут Роскам (Бад Крозинген, Аустрија)
- Проф. др Валдемар Козушек (Бохум, Немачка)
- Проф. др Рејмонд Ардаилов (Париз, Француска)
- Проф. др Милан Димитријевић (Хјустон, САД)
- Проф. др Робин Лејк (Глазгов, Уједињено Краљевство)
- Академик Алексеј Пријмак (Москва, Русија)
- Академик Михаил Перељман (Москва, Русија)
- Проф. др Миодраг Јевтић (ВМА, Београд, Србија)
- Проф. др Жернакова Нина Ивановна (Белгород, Русија)
- Академик Петрија Василева (Софија, Бугарска)
- Проф. др Бадр Елдин Мустафа (Каиро, Египат)
- Проф. др Дан М. Флис (Тел-Авив, Израел)
- Проф. др Таканори Хатори (Схига, Јапан)
- Проф. др Савевски Јордан (Скопље, Македонија)
- Проф.др Давран Гаипов (Алматy, Казакхстан)
- Проф.др Илко Гетов (Софија, Бугарска)
- Академик Владислав Стефановић (Ниш, Србија)
- Проф. др Владмила Бојанић (Ниш, Србија)
- Проф. др Александра Станковић (Ниш, Србија)
- Проф. др Бранислав Тиодоровић (Ниш, Србија)
- Проф. др Драган Веселиновић (Ниш, Србија)
- Проф. др Гордана Златановић (Ниш, Србија)
- Проф. др Иванка Стаменковић (Ниш, Србија)
- Проф. дрМилорад Митковић (Ниш, Србија)
- Проф. др Небојша Ђорђевић (Ниш, Србија)
- Проф. др Ратко Илић (Ниш, Србија)
- Проф. др Стојан Радић (Ниш, Србија)
- Проф. др Светлана Антић (Ниш, Србија)
- Проф. Др Саша Живић (Ниш, Србија)
- Проф. др Зорица Станојевић (Ниш, Србија)
- Проф. др Душица Стојановић (Ниш, Србија)
- Проф. др Стево Најман (Ниш, Србија)
- Проф. др Лазар Тодоровић (Ниш, Србија)
- Проф. др Зоран Радовановић (Ниш, Србија)[2]

## Аутори прилога
Аутори прилога су еминентни истраживачи из земље и иностранства.

## Теме
- Медицина
- Стоматологија
- Фармација
- Превентивна медицина
- Историја медицине

## Електронски облик часописа
На званичном сајту часописа може се пронаћи електронска верзија бројева почевши од 2000. године и налази се у отвореном приступу.

## Индексирање у базама података
- SCIIndex[3]
- DOAJ[4]
- EBSCO[5]